# Fabio Galante
Fabio Galante (Montecatini Terme, 20 novembre 1973) è un ex calciatore italiano, di ruolo difensore.

## Caratteristiche tecniche

### Giocatore
Era un difensore centrale abile nel gioco aereo.

## Carriera

### Giocatore

Galante (a sinistra) al Genoa, alle prese con il doriano Ruud Gullit nel derby del 5 dicembre 1993.

Arrivato da Monsummano Terme, dopo aver iniziato a giocare nelle squadre giovanili del Via Nova di Pieve a Nievole, a 13 anni passa nel vivaio dell'Empoli. A 17 anni esordisce in prima squadra, all'epoca militante in Serie C1. Dopo due anni approda in Serie A grazie al Genoa, con cui giocò tre stagioni: le prime due nella massima serie (55 presenze, 4 gol) e la terza in Serie B (30 presenze, 3 reti). Con il gol siglato il 4 dicembre 1994 in Sampdoria-Genoa (3-2) divenne il più giovane marcatore nel derby della Lanterna, all'età di 21 anni, un mese e 14 giorni; il primato sarà poi battuto dal blucerchiato Mauro Icardi nel 2012.
Nell'estate 1996 venne acquistato dall'Inter, vincendovi una Coppa UEFA.
Nell'agosto 1998, durante una tournée dei nerazzurri a Napoli, fu protagonista di un controverso episodio: lanciando un gavettone dalla finestra dell'hotel in cui alloggiava la squadra, sfondò il parabrezza di un'automobile, le cui schegge ferirono lievemente i passeggeri. Del fatto furono inizialmente incolpati i compagni di squadra Pirlo e Ventola, prima che il difensore ammettesse la propria responsabilità. Galante fornì quindi le sue scuse alla famiglia, riconducendo il tutto ad uno scherzo tra compagni. Rifiutato un risarcimento economico da parte della società, la famiglia Maffei denunciò il calciatore per lesioni.
Passato in prestito al Torino nell'autunno del 1999, a fine campionato venne acquistato a titolo definitivo dai granata; rimarrà in Piemonte per cinque stagioni. Nel 2004 si trasferì al Livorno, militandovi per sei stagioni: con gli amaranto vinse anche un campionato cadetto. Si è poi ritirato nel 2011, dopo due presenze con il Molin Nuovo Ponte.

### Dirigente
Nel novembre del 2012 consegue la qualifica da direttore sportivo a Coverciano. Il 16 dicembre 2014 è ingaggiato in questo ruolo dal Chiasso. Il 29 giugno 2017 lascia la squadra svizzera.
Nel corso dell'autunno seguente inizia a seguire il corso speciale per allenatori UEFA, che abilita all'allenamento di tutte le squadre giovanili, alle prime squadre fino alla Serie C, e alla posizione di allenatore in seconda in Serie B e Serie A; il successivo 15 dicembre consegue la licenza.
Il 2 agosto 2018 torna all'Inter, in veste di osservatore. Dal 2020 ricopre il ruolo di Legend Brand Ambassador della società nerazzurra.

### Dopo il ritiro
Nel novembre 2014 è approdato ad Agon Channel per partecipare come giudice, insieme a Fulvio Collovati e Nicola Berti, a un talent sul calcio. Nell’autunno del 2021 partecipa come concorrente alla sedicesima edizione di Ballando con le stelle e nello stesso periodo è opinionista del programma Rai Calcio totale.

## Statistiche

### Presenze e reti nei club
| Stagione        | Squadra         | Campionato      | Campionato | Campionato | Coppe nazionali | Coppe nazionali | Coppe nazionali | Coppe continentali | Coppe continentali | Coppe continentali | Altre coppe | Altre coppe | Altre coppe | Totale | Totale |
| Stagione        | Squadra         | Comp            | Pres       | Reti       | Comp            | Pres            | Reti            | Comp               | Pres               | Reti               | Comp        | Pres        | Reti        | Pres   | Reti   |
| --------------- | --------------- | --------------- | ---------- | ---------- | --------------- | --------------- | --------------- | ------------------ | ------------------ | ------------------ | ----------- | ----------- | ----------- | ------ | ------ |
| 1990-1991       | Empoli          | C1              | 2          | 0          |                 |                 |                 |                    |                    |                    |             |             |             | 2      | 0      |
| 1991-1992       | Empoli          | C1              | 16         | 2          |                 |                 |                 |                    |                    |                    |             |             |             | 16     | 2      |
| 1992-1993       | Empoli          | C1              | 30         | 1          | CI              | 1               | 0               |                    |                    |                    |             |             |             | 31     | 1      |
| Totale Empoli   | Totale Empoli   | Totale Empoli   | 48         | 3          |                 | 1               | 0               |                    |                    |                    |             |             |             | 49     | 3      |
| 1993-1994       | Genoa           | A               | 25         | 2          |                 |                 |                 |                    |                    |                    |             |             |             | 25     | 2      |
| 1994-1995       | Genoa           | A               | 30+1       | 2          | CI              | 4               | 0               |                    |                    |                    |             |             |             | 34+1   | 2      |
| 1995-1996       | Genoa           | B               | 30         | 3          | CI              | 1               | 1               |                    |                    |                    |             |             |             | 31     | 4      |
| Totale Genoa    | Totale Genoa    | Totale Genoa    | 85+1       | 7          |                 | 5               | 1               |                    |                    |                    |             |             |             | 90+1   | 8      |
| 1996-1997       | Inter           | A               | 18         | 0          | CI              | 6               | 0               | CU                 | 4                  | 0                  | -           | -           | -           | 28     | 0      |
| 1997-1998       | Inter           | A               | 20         | 2          | CI              | 4               | 0               | CU                 | 7                  | 0                  | -           | -           | -           | 31     | 2      |
| 1998-1999       | Inter           | A               | 17         | 0          | CI              | 3               | 0               | UCL                | 9                  | 1                  | -           | -           | -           | 29     | 1      |
| Totale Inter    | Totale Inter    | Totale Inter    | 55         | 2          |                 | 13              | 0               |                    | 20                 | 1                  |             | -           | -           | 88     | 3      |
| 1999-2000       | Torino          | A               | 23         | 2          | CI              | 2               | 0               | -                  | -                  | -                  | -           | -           | -           | 25     | 2      |
| 2000-2001       | Torino          | B               | 27         | 0          | CI              | 5               | 0               | -                  | -                  | -                  | -           | -           | -           | 32     | 0      |
| 2001-2002       | Torino          | A               | 33         | 4          | CI              | 0               | 0               | -                  | -                  | -                  | -           | -           | -           | 33     | 4      |
| 2002-2003       | Torino          | A               | 20         | 0          | CI              | 0               | 0               | Int                | 4                  | 0                  | -           | -           | -           | 24     | 0      |
| 2003-2004       | Torino          | B               | 21         | 0          | CI              | 0               | 0               | -                  | -                  | -                  | -           | -           | -           | 21     | 0      |
| Totale Torino   | Totale Torino   | Totale Torino   | 124        | 6          |                 | 7               | 0               |                    | 4                  | 0                  |             | -           | -           | 135    | 6      |
| 2004-2005       | Livorno         | A               | 26         | 0          | CI              | 0               | 0               | -                  | -                  | -                  | -           | -           | -           | 29     | 0      |
| 2005-2006       | Livorno         | A               | 35         | 2          | CI              | 2               | 0               | -                  | -                  | -                  | -           | -           | -           | 37     | 2      |
| 2006-2007       | Livorno         | A               | 32         | 1          | CI              | 1               | 0               | CU                 | 7                  | 1                  | -           | -           | -           | 40     | 2      |
| 2007-2008       | Livorno         | A               | 34         | 1          | CI              | 1               | 0               | -                  | -                  | -                  | -           | -           | -           | 35     | 1      |
| 2008-2009       | Livorno         | B               | 13+2       | 1          | CI              | -               | -               | -                  | -                  | -                  | -           | -           | -           | 15     | 1      |
| 2009-2010       | Livorno         | A               | 9          | 0          | CI              | 0               | 0               | -                  | -                  | -                  | -           | -           | -           | 0      | 0      |
| Totale Livorno  | Totale Livorno  | Totale Livorno  | 149+2      | 5          |                 | 4               | 0               |                    | 7                  | 1                  |             | -           | -           | 162    | 6      |
| Totale carriera | Totale carriera | Totale carriera | 461+3      | 23         |                 | 30              | 0               |                    | 31                 | 2                  |             | -           | -           | 525    | 26     |

## Palmarès

### Giocatore

#### Club
- Coppa Anglo-Italiana: 1

Genoa: 1995-1996
- Coppa UEFA: 1

Inter: 1997-1998

#### Nazionale
- Campionato d'Europa Under-21: 2

1994, 1996